# Aristolochia erecta
Aristolochia erecta L. – gatunek rośliny z rodziny kokornakowatych (Aristolochiaceae Juss.). Występuje naturalnie w Meksyku oraz Stanach Zjednoczonych (w stanie Teksas).

## Morfologia
PokrójBylina pnąca o nagich pędach. Dorasta do 25 cm wysokości.
LiścieMają liniowo lancetowaty kształt. Mają 10–15 cm długości oraz 0,5–1 cm szerokości. Nasada liścia ma klinowy kształt. Ze spiczastym wierzchołkiem. Są czasami lekko owłosione od spodu. Ogonek liściowy jest nagi i ma długość 1–8 mm.
KwiatyPojedyncze. Mają brązowo-purpurową barwę. Dorastają do 10–30 mm długości i 4 mm średnicy. Mają kształt wygiętej tubki. Łagiewka jest jajowata u podstawy lub w kształcie odwróconego stożka. Mają po 5 pręcików.
OwoceTorebki o jajowatym kształcie. Mają 2,5 cm długości i 1–3 cm szerokości. Pękają u podstawy.

## Biologia i ekologia
Rośnie w zaroślach i na brzegach rzek. Występuje na wysokości do 500 m n.p.m.